# Ronde van Lombardije 1906
De Ronde van Lombardije 1906 was de 2e editie van deze eendaagse Italiaanse wielerwedstrijd, en werd verreden op 11 november 1906. Het parcours leidde van Milaan naar Milaan en ging over een afstand van 197 kilometer. De wedstrijd werd gewonnen door Cesare Brambilla.

## Uitslag
| Ronde van Lombardije 1906 |                   |         |          |
| Plaats                    | Naam              | Ploeg   | Tijd     |
| Winnaar                   | Cesare Brambilla  | OTAV    | 7u28'39" |
| 2                         | Carlo Galetti     | OTAV    | +7"      |
| 3                         | Luigi Ganna       | OTAV    | +4'41"   |
| 4                         | Mario Gaioni      | Bianchi | +4'58"   |
| 5                         | Ernesto Ferrari   |         | +32'42"  |
| 6                         | Clemente Canepari |         | z.t.     |
| 7                         | Eberardo Pavesi   | OTAV    | +38'49"  |
| 8                         | Carlo Mairani     |         | +55'08"  |
| 9                         | Carlo Bordoni     |         | z.t.     |
| 10                        | Mario Lonati      |         | +55'09"  |

1905 · 1906 · 1907 · 1908 · 1909 · 1910 · 1911 · 1912 · 1913 · 1914 · 1915 · 1916 · 1917 · 1918 · 1919 · 1920 · 1921 · 1922 · 1923 · 1924 · 1925 · 1926 · 1927 · 1928 · 1929 · 1930 · 1931 · 1932 · 1933 · 1934 · 1935 · 1936 · 1937 · 1938 · 1939 · 1940 · 1941 · 1942 · 1943 · 1944 · 1945 · 1946 · 1947 · 1948 · 1949 · 1950 · 1951 · 1952 · 1953 · 1954 · 1955 · 1956 · 1957 · 1958 · 1959 · 1960 · 1961 · 1962 · 1963 · 1964 · 1965 · 1966 · 1967 · 1968 · 1969 · 1970 · 1971 · 1972 · 1973 · 1974 · 1975 · 1976 · 1977 · 1978 · 1979 · 1980 · 1981 · 1982 · 1983 · 1984 · 1985 · 1986 · 1987 · 1988 · 1989 · 1990 · 1991 · 1992 · 1993 · 1994 · 1995 · 1996 · 1997 · 1998 · 1999 · 2000 · 2001 · 2002 · 2003 · 2004 · 2005 · 2006 · 2007 · 2008 · 2009 · 2010 · 2011 · 2012 · 2013 · 2014 · 2015 · 2016 · 2017 · 2018 · 2019 · 2020 · 2021 · 2022 · 2023 · 2024 · 2025